# Saurauia griffithii
Saurauia griffithii là một loài thực vật có hoa trong họ Dương đào. Loài này được Dyer miêu tả khoa học đầu tiên năm 1874.